# 聖路加ガーデン
聖路加ガーデン（せいるかガーデン）とは、東京都中央区明石町にある2棟の超高層ビルから成る複合施設。佃にある大川端リバーシティ21と共に、隅田川に沿ってスカイラインを形成している。第37回BCS賞受賞。

## 概要
聖路加国際病院は旧病院（1933年竣工）の老朽化に伴い、医療理念である「全人医療」を深化させ、あらゆる世代にわたって質の高い医療等を提供するための一大中心地を形成するとする「聖路加ライフサイエンスセンター構想」を1985年に策定。それに則り整備されたケアレジデンス・スポーツクラブ・ホテル、そして再開発全体の主な財源となる賃貸オフィスで構成される複合施設である。
開発は約4万m2 (=4 ha)の敷地を三つの街区に分けて行われ、第一街区には旧病院跡の礼拝堂を歴史的建造物として保存（1999年東京都選定歴史的建造物に選定）、病院創設者であるルドルフ・トイスラー記念館の移築復元のほか、聖路加看護大学（2014年聖路加国際大学に改称）および病院関連施設が新築され、第二街区には先行して新病院（1992年稼働開始）が建てられ、隅田川沿いの第三街区に本項、聖路加ガーデンが配された。第三街区の聖路加ガーデンが超高層化を実現できた理由としては、これら再開発区域が都市計画法に基づく特定街区に指定され、三つの街区の容積率を開発形態に合わせて再配分したことによるものである。
事業主は、三井不動産・日本生命保険・東急不動産・松下興産（2005年に経営破綻）・藤和不動産（現・三菱地所レジデンス）の五社（開業時）で、地権者である聖路加国際病院との間で期間五十年の一般定期借地権契約を結んでいることから、都心商業地における定期借地権活用の第一号として注目された。当初、五事業主は完成後の聖路加ガーデンをサブリースで運営するとの方針を定めていたが、バブル経済の崩壊とともにビル経営を取り巻く事業環境が激変し、相互で協議の結果、竣工直前である1994年4月から、五十年間にわたる一般定期借地権契約を結び、事業主が出資するエスエルタワーズが運営・管理にあたっている。
多用途の複合施設である聖路加ガーデンの設計にあたっては、オフィス棟とレジデンス棟を別個のタワーとせず、お互いに関連するツインタワーとして計画することを基本方針とし、二つのタワーは共に隈切りとセットバックによって陰影のある表情を持たせ、類似性のある外観がつくられている。足元のアトリウム（大屋根広場）と高層のブリッジで二つを接続し、相互の関連性を持った超高層ツインタワーとして特徴あるシルエットをつくり、ブリッジはオフィス棟のエレベーター乗り換え階とホテルのラウンジ、レストラン街を結び、オフィス棟から地上を経由せずに直接ホテル施設が利用できるようになっている。このほか、第三街区の隅田川沿いには隅田川テラスの一端をなす、明石町河岸公園が中央区によって整備された。
聖路加レジデンスの運営会社名が「聖ルカレジデンス」(=St. Luke's Residential)と表記されている事から、「聖路加」の発音が「せいろか」でなく「せいるか」であることがわかる。なお、ガーデンやレジデンスの他、関連施設である聖路加国際病院や聖路加国際大学も「せいるか」として管轄省庁に届け出されている。

## 施設概要

### 聖路加セントルークスタワー
オフィス棟で、3階から46階部分に延床面積約十万㎡のオフィス空間が広がる。電通のほとんどの部署や関連会社が移転してきて、オフィス棟の約半分にあたる約4万㎡を使っていたが、汐留シオサイトに電通本社ビルが完成すると撤退している。
タワーの屋上には、日本テレビ放送網とフジテレビジョンがお天気カメラを設置している。
オフィス棟の28階に、銀座クレストン32階への連絡ブリッジがある。一般客も利用可能で、8時から22時まで利用できる。
オフィスを構える主な企業
- 三機工業
- 山下PMC
- ニンテンドーキューブ（東京本社）

#### エレベーター
オフィス用は5バンク設置され、A～Dバンクは日立製、Eバンク4基のみ東芝製である。46↹47階行（21号機）・非常用2基・駐車場用2基はオーチス製。エレベーターの乗継階は1～3階・12階・20階・28階（ホテル・レジデンス棟連絡階）・36階である。
| - Aバンク（No.1-4号機、下記のDバンクまでは日立製、各バンク4基設置・24人乗り） 1階 - 12階 - Bバンク（No.5-8号機） 1階 - 3階・12階 - 20階 - Cバンク（No.9-12号機） 1階 - 3階・20階 - 28階 - Dバンク（No.13-16号機） 1階 - 3階・28階 - 36階 | - Eバンク（No.17-20号機、東芝製） 1階 - 3階・36階 - 46階 - 非常用（No.24・25号機、オーチス製） 地下4階 - 48階 - 駐車場用（No.22・23号機。22号機が車椅子非対応の9人乗りで、23号機が車椅子対応の13人乗り。群管理） 地下3階 - 2階 |

### 聖路加レジデンス
1階から31階がケアレジデンス「聖路加レジデンス」（175戸）。70歳から79歳を入居基準年齢とし、入居時に保証金・入会金および20年間分の前払費用を一括で支払う。その額は最低でも2億円を超える。4階に付帯医療施設である｢聖路加クリニック｣を設置。エスエルタワーズの子会社である聖ルカレジデンスが運営・管理を手掛けている。 

#### 銀座クレストン
1階に専用のエントランスおよびフロントを置き、32階から上が客室。総客室数は93室。HMIホテルグループが運営する。
阪急ホテルズ（現・阪急阪神ホテルズ）の東京新阪急ホテル築地として開業したが、2013年2月1日にHMIに営業譲渡され、現商号となる。リファーラル契約に基づき、阪急阪神第一ホテルグループとしてのサービスは継続されている。
32階に、オフィス棟28階への連絡ブリッジがある。

#### エレベーター
ホテル用2基、レジデンス用2基、駐車場用・スポーツクラブ用各1基の計6基が東芝製。非常用はオーチス製。
- レジデンス用エレベーター（No.26 - 27号機。内1基は地下駐車場直通）
地下3階 - 1階・2階 - 31階
1階 - 31階
- 客室兼用エレベーター（No.28 - 29号機。全て14人乗りで統一され、28号機が車椅子非対応で、29号機が車椅子対応。群管理）
1階・32階 - 38階
- スポーツクラブ用エレベーター（No.30号機）
地下2階 - 1階
- 非常用（No.31号機、オーチス製）
地下3階 - 38階
- 駐車場用エレベーター（No.32号機）
地下3階 - 1階

### サービス・レストラン
ツインタワー低層部にレストラン・サービス・クリニックが配され、タワー47階ではスカイレストランも営業する。47階には展望室もあったが、2010年7月で閉鎖となった。

## アクセス
- 東京メトロ日比谷線築地駅徒歩7分
- 東京メトロ有楽町線新富町駅徒歩8分
- 都営地下鉄大江戸線築地市場駅徒歩15分
- 都営地下鉄大江戸線・東京メトロ有楽町線月島駅徒歩12分
- 東京駅八重洲口から都営バス東15系統深川車庫行き、聖路加病院前下車
- 首都高速中央環状線銀座出入口5分

### 注
1. ↑  着工段階ではまだ定期借地制度が創設されていなかった。借地借家法の施行は1992年8月[6]。